# Ángel Lafita
Ángel Lafita (ur. 7 sierpnia 1984) – hiszpański piłkarz występujący na pozycji pomocnika. Od 2016 występuje w klubie Al-Jazira, który rozgrywa swoje mecze w 1 lidze Zjednoczonych Emiratów Arabskich.

## Kariera piłkarska
Angel urodził się w 1984 roku Saragossie, gdzie od najmłodszych lat występował w zespołach juniorskich lokalnej drużyny, Realu Saragossa. W 2004 roku dostał się do zespołu rezerw Realu a w 2005 roku został włączony do pierwszego składu drużyny. Angel zadebiutował w pierwszym składzie zespołu 28 sierpnia 2005 roku w zremisowanym 0-0 spotkaniu przeciw zespołowi Atletico Madryt. W sezonie 2006–2007 był ważnym zawodnikiem drużyny która zakwalifikowała się rozgrywek Pucharu UEFA.
W sierpniu 2007 roku, Lafita został wypożyczony do zespołu Deportivo La Coruña wraz z opcją ostatecznego zakupu piłkarza po zakończeniu sezonu. Angel wystąpił w 24 meczach zespołu z Galicji oraz zdobył 3 gole co pomogło zespołowi zakwalifikować się do Pucharu Intertoto.
W 2008 roku Angel został ostatecznie sprzedany do Deportivo jednakże ze względu na kontuzje nie mógł wystąpić w pierwszych meczach zespołu. Do gry wrócił pod koniec października.  Dotychczas wystąpił w 8 meczach ligowych oraz strzelił pięć goli w tym dwa gole przeciwko Realowi Betis. W 2012 roku podpisał 4- letni kontrakt z hiszpańskim Getafe CF.